# Bergöns kapell
Bergöns kapell är en kyrkobyggnad som tillhör Hudiksvallsbygdens församling i Uppsala stift.

## Kyrkobyggnad
Traditionen gör gällande att det skulle ha byggts av Norrtäljefiskare under 1400-talet. Fiskarna bodde med sina familjer på Bergön under sommarhalvåret och flyttade hem på hösten. Fiskehamnen och bebyggelsen låg intill kapellet.
Nytt troligt anläggningsår har 2011 fastställts till 1636.  Interiören med vitlimmade timmerväggar ger ett gammaldags intryck.
Bergöns kapell är i dag ett mycket populärt dop- och vigselkapell.

## Inventarier
- Predikstolen har tidigare funnits i Högs kyrka